# Установка дегідрогенізації бутилену в Дун'їні (Wanda)
Установка дегідрогенізації бутилену в Дун'їні — завод з виробництва бутадієна у китайській провінції Шаньдун.
У 2010-х роках на тлі зростаючої потреби у бутадієні (основа найбільш поширених синтетичних каучуків) в Китаї спорудили цілий ряд спеціалізованих виробництв цього дієна. Одним з них була установка оксидативної дегідрогенізації бутилена в Дун'їні, котру в 2014-му запустила компанія Shandong Wanda Chemical (в 2016-му перейменована на Shandong Weite Chemical). Потужність цього виробництва становила 100 (за іншими даними — 150 тисяч тон на рік), проте воно могло бути рентабельним лише при високих цінах на бутадієн. Як наслідок, в 2016-му його перепрофіліювали під екстракцію бутадієна із фракції С4 зі зменшенням потужності до 60 тисяч тон.
Також можливо відзначити, що компанія має власний завод бутадієнового синтетичного каучуку, потужність якого в 2013 році була збільшена з 30 до 50 тисяч тон.